# Girolamo Bartolommei
Girolamo Bartolommei (1747 – 1818) è stato un politico italiano.
Appartenente alla famiglia dei marchesi Bartolommei, ricoprì la carica di Maire (sindaco in lingua francese) di Firenze tra il 1813 ed il 1814, durante il dominio napoleonico della Toscana.
Fu antenato del senatore del Regno d'Italia Ferdinando Bartolommei, che fu il primo sindaco (gonfaloniere) di Firenze unitaria, tra il 1859 e il 1863.